# Almont-les-Junies
Almont-les-Junies è un comune francese di 500 abitanti situato nel dipartimento dell'Aveyron nella regione dell'Occitania.

## Società

### Evoluzione demografica
Abitanti censiti